# 宅宮神社
宅宮神社（えのみやじんじゃ）は徳島県徳島市上八万町に鎮座する神社である。

## 歴史
創祀年代不詳である。『延喜式神名帳』阿波国名方郡の「意富門麻比売神社（おおとまひめじんじゃ）」に比定されている（式内社）。
式内社で唯一の大苫邊尊を祀る神社である。名方郡12社の1位に挙げられる名社で、874年（貞観16年）に従五位下の神階を得ている。主祭神は家宅・建築の神であるとされる。旧郷社。

## 祭神
- 大苫辺尊
- 大歳神
- 稚武彦命

## 神紋
- 丸に五七桐

## 祭事
- 例祭 - 11月3日
- 祈年祭 - 旧暦2月1日
- 夏祭り - 7月15日
- 神踊り - 8月15日

徳島県指定無形民俗文化財。平安時代末期から始まったと伝えられる「五穀豊穣・悪病退散」を祈願する祭り。踊り歌は12種類あり、いずれも素朴な歌詞である。
- 新穀感謝祭 - 12月23日

## 文化財
- 神代文字の版木
- 蜂須賀茂韶公の神名額

## 交通
- JR徳島駅から徳島市営バス「上八万小学校前」下車すぐ。